# Miho Hatori

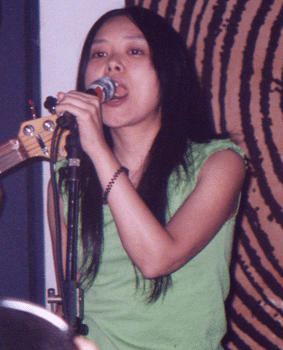
Miho Hatori (2004)

Miho Hatori (jap. 羽鳥 美保, Hatori Miho; * 4. April 1971 in der Präfektur Tokio) ist eine japanische Sängerin.

## Leben und Wirken
Das Einzelkind wuchs in den 1970er Jahren in der Nähe von Tokio auf dem Lande auf. Sie mochte japanische Popmusik und Soundtracks von Anime wie Nausicaä aus dem Tal der Winde, von denen ihre Gefühle berührt wurden. Als Teenager hörte sie alle Arten von Musik, besonders die Ōsaka-Underground-Musik. Sie war Mitglied der Tokioter Rapgruppe Kimidori.
1993 ging Miho nach New York, um dort Kunst zu studieren. Sie gründete die Punk-Band Laito Lychee, wo sie den Gesangspart übernahm. Dabei traf sie auf Yuka Honda (本田 ゆか), mit der zusammen sie 1994 die Indieband Cibo Matto gründete. Über ihre sehr erfolgreichen Live Shows erlangten die beiden bald einen auch über die Szene hinausreichenden Bekanntheitsgrad. Bei Warner Bros. Records produzierten sie zwei Alben, wovon 1996 Viva La Woman! von dem Spin Magazine als eines der besten Alben der 90er und als eines der besten Hip-Hop-Alben überhaupt ausgezeichnet wurde. Nach dem Mitwirken von einigen Gastmusikern löste sich die Band nach und nach auf. Miho arbeitete mit zahlreichen Bekanntheiten wie den Beastie Boys und den Gorillaz, wo sie gesanglich beisteuerte, zusammen. 2001 war sie bei den Gorillaz für die Stimme der Gitarristin Noodle verantwortlich. 2005 nahm sie ihr Soloalbum auf.